# 大聖寺城
大聖寺城（だいしょうじじょう）は、加賀国江沼郡大聖寺（現・石川県加賀市大聖寺錦町）に南北朝時代から江戸時代初期まで存在した日本の城（平山城）。別名は錦城。加賀国の南端、加越国境の大聖寺川付近に位置する。城跡は錦城山公園となっており、加賀市指定史跡に指定され、国の史跡への指定が答申されている（官報告示を経て正式指定となる）。

## 構造
標高70m程の錦城山（古城山）に立地していた。本丸を中心として、尾根上に北の丸、二の丸、西の丸、鐘ヶ丸、東丸の6つの郭が北から連なる連郭式城郭で、谷を挟んだ両側の尾根筋にも郭群が置かれ、全体的には環郭式に近い構造を取っていた。主要な郭には腰郭や土塁や空堀などが併設され、東西約45m・南北約17mの本丸には高さ約4mの鉤形の土塁があった。また、鐘ヶ丸は東西約100m・南北約45mにおよぶ台形で最大の郭であり、西・南側には長さ約70m、高さ3～4m、幅約3mもの巨大な土塁が残る。
なお、城跡に建てられた大聖寺陣屋の茶室である長流亭は、小堀遠州の設計により宝永6年（1709年）に建てられた数寄屋造りの建築で、国の重要文化財に指定されている。　

## 歴史
鎌倉時代に狩野氏によって築かれ、その居城となった。建武2年（1335年）に中先代の乱に呼応した名越時兼が南下してきた際は、加賀国の国人の狩野一党の各氏が大聖寺城でこれを迎撃したという。建武4年（1337年）には、新田義貞に荷担した敷地伊豆守、山岸新左衛門らが津葉清文の守る大聖寺城を攻略している。その後、戦国時代には日谷城などとともに一向一揆の拠点となっていた。
天文24年7月23日（1555年8月20日）に越前国の朝倉宗滴が加賀に侵攻し、南郷城・千束城とともに大聖寺城も一日で陥落させた。なお、『 朝倉始末記』はこの時陥落した城を『津葉城』としており、これは城主だった津葉氏にちなんだ大聖寺城の異称とも考えられる。津葉城は大聖寺城の奥の丘陵とみられるが、異名同城といえるほど密接な関係の堡塁である。永禄10年（1567年）に本庄（現・福井県あわら市）の堀江景忠が一向一揆とともに朝倉義景に反乱した際、足利義昭の斡旋により、12月15日に一揆方の2城とともに朝倉方の黒谷城、檜屋城、そして大聖寺の3城を焼払って和議が成立した。
天正3年（1575年）に越前を平定した織田信長の軍勢は加賀にも侵攻し、江沼郡・能美郡を占領した。信長は柴田勝家に命じて日谷城と大聖寺城を修復させ、戸次広正（簗田政綱）や堀江景忠・景実父子を配置した。翌年には江沼・能美両郡で一揆が蜂起したが、救援した勝家によって鎮圧された。この際、佐久間盛政が大聖寺城主となっている。勝家は翌天正5年（1577年）にかけて大聖寺城の修復とともに兵力を増強し、上杉氏の南下に備えた。同年11月3日、能登・七尾城攻略から南下した上杉謙信との手取川の戦いにて織田勢は大敗し、このとき、大聖寺城も上杉氏が奪い、謙信は加賀衆の藤丸勝俊を城将に置く。謙信が死去すると、天正8年に勝家は本願寺勢力の金沢御堂を攻略し、拝郷家嘉を大聖寺城主にしている。
天正11年（1583年）の賤ヶ岳の戦いで勝家が敗れた後は、北ノ庄（現・福井市）の丹羽長秀の与力として溝口秀勝が大聖寺城に4万4千石で置かれた。天正13年（1585年）に長秀が没した後も秀勝は大聖寺城にとどめられ、江沼郡と能美郡の新領主・堀秀政の与力となっている。その後、慶長3年（1598年）に堀秀政の子・堀秀治が加増移封され春日山城に移ると、あわせて秀勝も新発田藩に転封された。これを受けて同年に小早川秀秋が江沼郡の領主となり、家臣の山口宗永を大聖寺城に6万3千石で置いた。翌年に秀秋は再び転封されたが、宗永は当地に残って秀吉の直臣となった。
慶長5年（1600年）の関ヶ原の戦いで宗永は西軍についたため、東軍の前田利長に攻められて8月3日（9月10日）に大聖寺城は落城し、宗永は自刃した。その後は前田家家臣の津田重久が城代を務めたが、元和元年（1615年）の一国一城令のため廃城となった。寛永16年（1639年）には前田利治が7万石を分けられて大聖寺藩を立て、跡地に藩庁として大聖寺陣屋を設けた。　

## 遺構・復元建造物
- 曲輪、土塁
- 本丸跡 - 「大聖寺城 本丸跡」案内板。
- 櫓台跡
- 東丸跡 - 「日本百名山」石碑。加賀市の街並みが遠望できる。
- 「山口玄番頭宗永公」石碑 - 関ケ原で西軍につき、前田利長と戦った大聖寺最後の大名。前田氏は陣屋を置く。

### 周辺施設など
- 時鐘堂
- 江沼神社庭園
- 長流亭（川端御亭）

## アクセス

### 所在地
- 石川県加賀市大聖寺錦町

### 鉄道・乗合バス
- IRいしかわ鉄道線・ハピラインふくい線大聖寺駅から徒歩14分、またはバス
- 北陸新幹線 加賀温泉駅から、加賀周遊バスキャンバス（CANBUS）海まわりコースで『舟と久弥と長流亭/加賀市民病院』（停留所No.15）（約16分）下車後、徒歩で約5分

### 乗用車
- 北陸自動車道加賀インターから、車で約10分
- 北陸自動車道片山津インターから、車で約15分
  - 錦城山公園駐車場